# Карлстедт, Маргарета
Маргарета Карлстедт (швед. Margareta Carlstedt, полное имя Margareta Nilsdotter Carlstedt; род. 7 июня 1934, Стокгольм) — шведская художница и график.

## Биография
Родилась 7 июня 1934 года в Стокгольме.
Обучалась декоративной живописи в стокгольмском художественно-промышленном колледже Konstfack в 1951—1956 годах, после чего начала профессиональную деятельность. Член шведской Национальной организации художников (Konstnärernas riksorganisation)и её председатель в 1972—1974 годах.
Маргарета Карлстедт выполняет различные виды работ: роспись гобеленов, произведения на картоне, акриле, стекле и бетоне, а также монументальные произведения в виде фресок и витражей. Из эмалевых фарфоровых плиток создаёт произведения в общественных местах. Так работа на стокгольмской станции метро «Мелархёйден», выполненная в 1965 году, достигает длины 145 метров.
Выставляется в шведских городах. Некоторые из её работ представлен в Музее современного искусства в Стокгольме и в музее Skissernas museum в Лунде.